# Anacroneuria pinza
Anacroneuria pinza är en bäcksländeart som beskrevs av Bill P.Stark 1995. Anacroneuria pinza ingår i släktet Anacroneuria och familjen jättebäcksländor. Inga underarter finns listade i Catalogue of Life.